# Haussy
 Haussy  é uma localidade e comuna francesa, na região de Altos da França, departamento de Norte, no distrito de Cambrai e cantão de Solesmes.

## Demografia
| 1962 | 1968 | 1975 | 1982 | 1990 | 1999 |
| ---- | ---- | ---- | ---- | ---- | ---- |
| 2011 | 1919 | 1785 | 1746 | 1623 | 1559 |